# Кожухи-Великі
Кожухи-Великі (пол. Kożuchy Wielkie, нім. Groß Kosuchen) — село в Польщі, у гміні Ґіжицько Гіжицького повіту Вармінсько-Мазурського воєводства.
Населення — 246 осіб (2011).
У 1975-1998 роках село належало до Сувальського воєводства.

## Демографія
Демографічна структура станом на 31 березня 2011 року:
|          | Загалом | Допрацездатний вік | Працездатний вік | Постпрацездатний вік |
| -------- | ------- | ------------------ | ---------------- | -------------------- |
| Чоловіки | 119     | 21                 | 90               | 8                    |
| Жінки    | 127     | 34                 | 65               | 28                   |
| Разом    | 246     | 55                 | 155              | 36                   |